# Olaf Flak
Olaf Flak – polski przedsiębiorca, dr hab. nauk ekonomicznych, profesor Szkoły Filmowej im. Krzysztofa Kieślowskiego.

## Życiorys
Studiował na Wydziale Zarządzania Uniwersytetu Ekonomicznego w Katowicach, a także na Wydziale Automatyki, Elektroniki i Informatyki Politechniki Śląskiej. 14 grudnia 2006 obronił pracę doktorską Konkurencyjność małych i średnich przedsiębiorstw województwa śląskiego w okresie integrowania się Polski z Unią Europejską, następnie habilitował się na Wydziale Zarządzania, Informatyki i Finansów Uniwersytetu Ekonomicznego we Wrocławiu. Został zatrudniony na stanowisku adiunkta w Instytucie Sztuk Filmowych i Teatralnych, oraz prodziekana Szkoły Filmowej im. Krzysztofa Kieślowskiego Uniwersytetu Śląskiego w Katowicach.
Piastuje funkcję profesora uczelni w Szkole Filmowej im. Krzysztofa Kieślowskiego.